# Tamarix florida
Tamarix florida är en tamariskväxtart som beskrevs av Aleksandr Andrejevitj Bunge. Tamarix florida ingår i släktet tamarisker, och familjen tamariskväxter.

## Underarter
Arten delas in i följande underarter:
- T. f. kotschyi
- T. f. myriantha
- T. f. rigida
- T. f. rosea
- T. f. scoparia
- T. f. verrucifera